# Джо Бассард
Джозеф Едвард Бассард-молодший (нар. 11 липня 1936 — пом. 26 вересня 2022) — американський колекціонер платівок зі швидкістю 78 об/хв. Відомо, що на момент смерті він володів понад 15 000 записів, переважно з 1920-х і 1930-х років.

## Раннє життя
Бассард народився у Фредеріку, штат Меріленд, 11 липня 1936 року. Його батько керував сімейним сільськогосподарським бізнесом, а мати, Віола (Каллер), була домогосподаркою. Бассард почав колекціонувати, коли йому було сім чи вісім років, починаючи з записів Джина Отрі. У підлітковому віці він з двоюрідним братом збирали все: від рідкісних монет до вуликів і пташиних гнізд. Він відвідував середню школу Фредеріка, але залишив її в одинадцятому класі, не закінчивши. Спочатку він працював у сімейному бізнесі та супермаркеті, але з кінця 1950-х років залишився без роботи.

## Кар'єра
За своє життя Бассард зібрав колекцію з 15 000 до 25 000 платівок, переважно американського фолку, госпелу, джазу та блюзу 1920-1930-х років. З 1956 до 1970 року Бассард керував останнім лейблом звукозапису 78 обертів на хвилину, Fonotone, який займався випуском нових записів старовинної музики. Серед них були записи сотень виконавців, зокрема перші композиції гітариста Джона Феї. У 2005 році Dust-to-Digital випустила антологію релізів Fonotone, яка складалася з 5 компакт-дисків. У 2006 році його номінували на премію «Греммі» за найкращу упаковку коробкової або спеціальної обмеженої версії.
Про Бассара зняли документальний фільм «Блюз самотнього чоловіка» (2003), а його колекцію використали для збірки «Down in the Basement», яка вийшла на CD. Він також написав власну статтю в «Енциклопедії предметів колекціонування», яка вийшла друком у 1978 році. Він поділився своєю колекцією, яка містила багато відомих копій платівок у єдиному екземплярі, найвідоміших копій і численні перевидані лейбли, а також працював з людьми, для яких він записував зі своєї колекції за символічну суму протягом десятиліть. Його донька підрахувала, щонайменше 150 людей відвідували їхній дім щороку, щоб послухати його виконання пісень і розповіді про те, як він отримав свої записи.
Бассард займався продюсуванням щотижневої музичної програми «Класика кантрі» на радіостанції WREK Atlanta Технологічного інституту Джорджії. Він був ведучим радіопрограми й на інших станціях: зокрема WPAQ-AM 740 у Маунт-Ейрі, штат Північна Кароліна, та WDVX у Ноксвіллі, штат Теннессі, WTHU Термонт, (Меріленд). Він не любив місто Нешвілл, штат Теннессі, яке іноді називають «музичним містом», називаючи його «Трешвілл». Його неприязнь до сучасної музики, особливо хіп-хопу та рок-н-ролу, добре задокументована.
У інтерв'ю 2022 року Бассард назвав «Dark Was the Night, Cold Was the Ground» Сліпого Віллі Джонсона одним із найкращих записів усіх часів. Він побував на блошиному ринку в Еммітсбурзі, штат Меріленд, за місяць до своєї смерті, у пошуках платівок, але пішов з нього з порожніми руками.

## Особисте життя
Бассард одружився з Естер Мей Кіт у 1965 році. Вона працювала перукарем і косметологом, щоб прогодувати сім'ю. Вони прожили в шлюбі 34 роки до її смерті у 1999 році. У них є дочка.
Бассард помер 26 вересня 2022 року у своєму будинку у Фредеріку під час перебування на лікуванні в госпісі. Йому було 86 років, і за два роки до смерті йому діагностували рак підшлункової залози.

## Додаткова література
- Beaujon, Andrew (24 лютого 2006), Shellac of Faith, Washington City Paper, архів оригіналу за 27 вересня 2007, процитовано 11 квітня 2007
- Dean, Eddie (12 лютого 1998), Desperate Man Blues: Record collector Joe Bussard parties like it's 1929, Washington City Paper, процитовано 20 серпня 2007